# No fue mi culpa: México
No fue mi culpa: México (bra: Não Foi Minha Culpa: México; prt: A Culpa Não Foi Minha: México) é uma série de televisão via streaming de drama mexicana produzida pela BTF Media e Star Original Productions para The Walt Disney Company. A série faz parte da antologia de três partes Não Foi Minha Culpa, que trata das questões da violência contra as mulheres e do feminicídio, que inclui outras duas versões, uma da Colômbia e uma do Brasil. No México, a série estreou como série original em 17 de setembro de 2021, no Star+.

## Premissa
No fue mi culpa: México conta a história de Mariana, uma mulher que enfrenta a pior tragédia de sua vida, quando sua irmã mais nova, Lily, a quem criou como uma filha desde que se tornaram órfãs, misteriosamente desaparece uma noite sem deixar vestígios. Dois anos depois, Mariana encontra o corpo de sua irmã e, a partir desse momento, não descansará até descobrir a verdade: quem matou sua irmã e o que lhe aconteceu durante aqueles dois anos.

## Elenco

### Principal
- Paulina Gaitán como Mariana
- Damián Alcázar como Pedro
- Raúl Méndez como Santos
- Giovanna Utrilla como Liliana "Lili"
- Gonzalo Vega Jr.como Eric
- Vicky Araico como Beatriz

### Outras participações
- Edmundo Vargas
- Rebeca Manríquez como Adela
- Paloma Alvarado como Rosa
- Regina Alcalá como Ingrid
- Leidi Gutiérrez como Daniela
- Esmeralda Pimentel como Cecilia
- Lisa Owen como Gloria
- Andrea Chaparro como Rosaura
- Luz María Zetina como Sofía
- Yatzini Aparicio como Andrea
- Pía Watson como Flor
- Gabriela Cartol
- Marcos de la O
- Alejandro de la Madrid como Adán
- Rodrigo Murray

## Episódios
| N.º | Título    | Dirigido por          | Escrito por                                   | Exibição original      |
| --- | --------- | --------------------- | --------------------------------------------- | ---------------------- |
| 1   | "Mariana" | Ana Lorena Pérez Ríos | Alicia Flores, Ana María Parra e Emilia Salde | 17 de setembro de 2021 |
| 2   | "Rosa"    | Ana Lorena Pérez Ríos | Alicia Flores, Ana María Parra e Emilia Salde | 17 de setembro de 2021 |
| 3   | "Ingrid"  | Lucía Gajá            | Alicia Flores, Ana María Parra e Emilia Salde | 17 de setembro de 2021 |
| 4   | "Daniela" | Julia Rivero          | Alicia Flores, Ana María Parra e Emilia Salde | 17 de setembro de 2021 |
| 5   | "Cecilia" | Lucía Gajá            | Alicia Flores, Ana María Parra e Emilia Salde | 17 de setembro de 2021 |
| 6   | "Rosaura" | Ana Lorena Pérez Ríos | Alicia Flores, Ana María Parra e Emilia Salde | 17 de setembro de 2021 |
| 7   | "Sofía"   | Lucía Gajá            | Alicia Flores, Ana María Parra e Emilia Salde | 17 de setembro de 2021 |
| 8   | "Andrea"  | Ana Lorena Pérez Ríos | Alicia Flores, Ana María Parra e Emilia Salde | 17 de setembro de 2021 |
| 9   | "Flor"    | Lucía Gajá            | Alicia Flores, Ana María Parra e Emilia Salde | 17 de setembro de 2021 |
| 10  | "Lili"    | Ana Lorena Pérez Ríos | Alicia Flores, Ana María Parra e Emilia Salde | 17 de setembro de 2021 |

## Lançamento
A série estreou como uma série original nos países da América Latina em 17 de setembro de 2021 através do Star+. Internacionalmente, a série estreou em 23 de março de 2022 no Brasil através do Star+ e em territórios selecionados no Disney+ através do hub de conteúdo Star.